# اقتصاد ما بعد الندرة

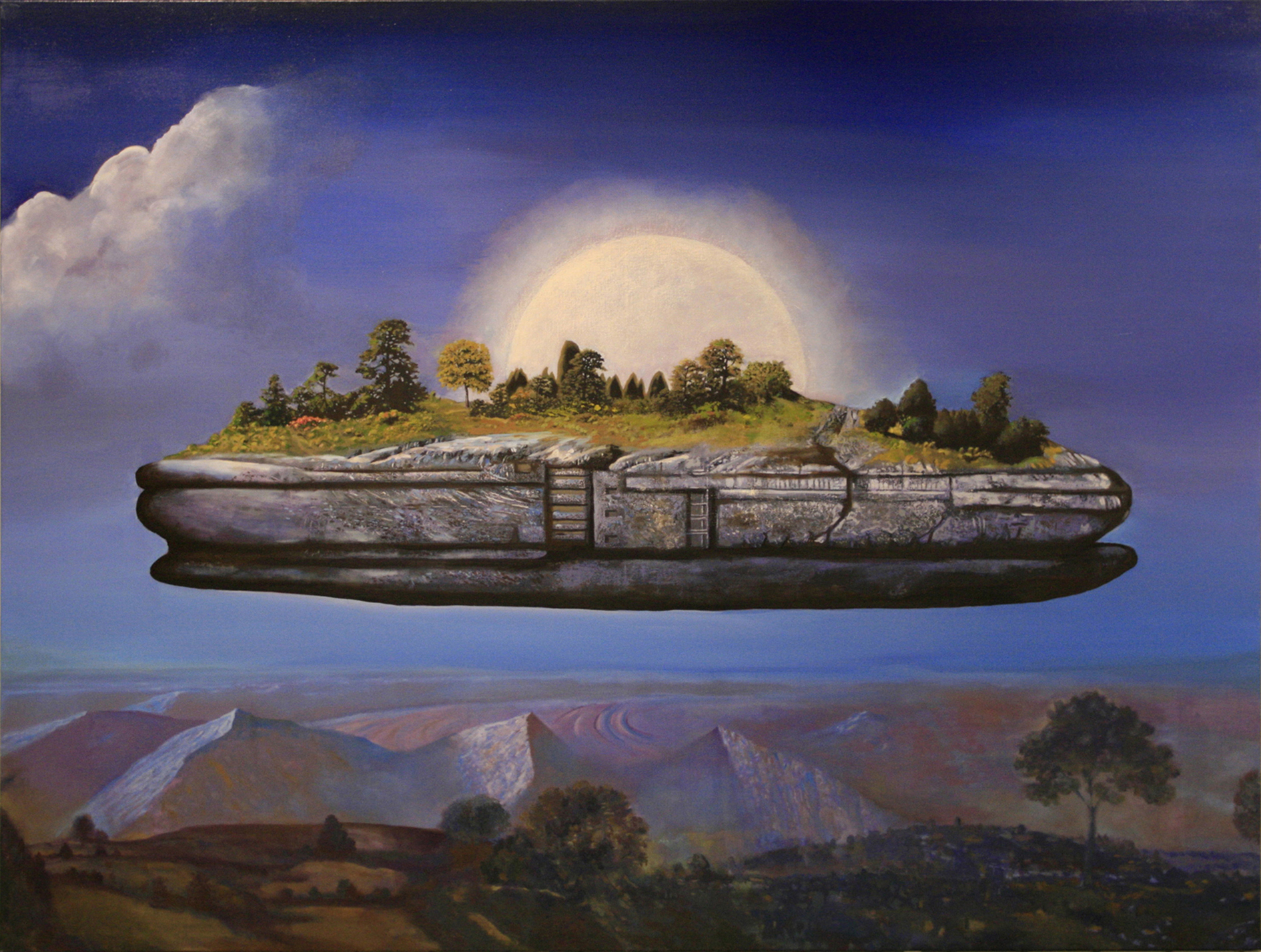
تحرير

اقتصاد ما بعد الندرة أو اقتصاد الوفرة هو اقتصاد افتراضي يمكن أن تنتج فيه معظم السلع بوفرة وبحد أدنى من العمل البشري اللازم، بحيث تصبح متاحة للجميع بتكلفة زهيدة أو حتى مجانا. لا يعني مصطلح بعد الندرة عموما أنه تم القضاء على الندرة بالنسبة لجميع السلع والخدمات الاستهلاكية؛ بدلا من ذلك، غالبا ما يعني أنه يمكن لجميع الناس تلبية احتياجاتهم الأساسية للبقاء بسهولة إلى جانب تلبية نسبة كبيرة من رغباتهم للسلع والخدمات، كثيرا ما يؤكد المؤلفون على هذا الموضوع أن بعض السلع الأساسية من المرجح أن تظل نادرة في مجتمع ما بعد الندرة.
في بحث "عالم ما بعد الندرة من 2050-2075”، يدافع المؤلفون عن فكرة أننا نعيش حاليا عصر الندرة الناجمة عن سلوك إهمال مستقبل منذ القرنين التاسع عشر والعشرين. وقد اتسمت الفترة ما بين 1975 و 2005 بوفرة الموارد النسبية (النفط، والمياه، والطاقة، والغذاء، والائتمان، وغيرها) مما عزز التصنيع والتنمية في الاقتصادات الغربية. وأدى تزايد الطلب على الموارد إلى جانب ارتفاع عدد السكان إلى استنفاد الموارد.
وأحد الآثار الرئيسية لفترات الندرة هو ارتفاع الأسعار وتقلبها. ومن أجل التعامل مع هذه الحالة، يستخدم التقدم التكنولوجي من أجل استغلال أنجع للموارد مما يقلل التكاليف إلى حد كبير (سيكون كل شيء تقريبا مجانيا). وبناء على ذلك، يتوقع المؤلفون أن الفترة ما بين عامي 2050 و 2075 ستكون عصر ما بعد الندرة التي لن تكون فيها ندرة.

## نموذج بعد ندرة

### التكنولوجيا التكهنية
يقترح اليوم، المستقبليون الذين يتحدثون عن «ما بعد الندرة» اقتصادات على أساس التقدم في تقنيات التصنيع الآلي، وغالبا ما تشمل فكرة آلات تكرار الذات، واعتماد تقسيم العمل الذي من الناحية النظرية يمكن أن تنتج تقريبا جميع السلع بوفرة، في حال توفر المواد الخام والطاقة الكافيين. إن المزيد من أشكال تقنية النانو التكهنية (مثل المجمعات الجزيئية أو مصانع النانو غير الموجودة حاليا) تطرح إمكانية وجود أجهزة يمكنها تصنيع أي سلعة محددة تلقائيا إن توفرت التعليمات الصحيحة والمواد الخام الضرورية والطاقة، وقد اقترح العديد من المتحمسين لتقنية النانو أنها سوف تؤذن بقدوم عصر ما بعد الندرة. في المستقبل القريب، غالبا ما تطرح زيادة أتمتة العمل البدني باستخدام الروبوتات كوسيلة لخلق اقتصاد ما بعد الندرة. وقد تم التنبؤ أيضا بأن أشكال آخذة بالتنوع من آلات النماذج الأولية السريعة، ونسخة مفترضة من جهاز ذاتي الاستنساخ المعروف باسم رب راب، يعتقد أن سيساعد على خلق وفرة السلع اللازمة لاقتصاد ما بعد الندرة. يدعي مناصرو الآلات ذاتية الاستنساخ مثل أدريان بوير، مخترع مشروع رب راب أنه بمجرد أن يتم تصميم آلة ذاتية الاستنساخ، وبما أن أي شخص يملك آلة واحدة يمكنه صنع المزيد من النسخ للبيع (وسيكون بمقدوره طلب سعر أقل من البائعين الآخرين)، ستدفع المنافسة في السوق  بطبيعة الحال تكلفة مثل هذه الآلات وصولا إلى الحد الأدنى اللازم لتحقيق الربح، في هذه الحالة أكثر بقليل من تكلفة المواد والطاقة التي يجب أن تغذى في الجهاز كمدخلات، ونفس الشيء يصح على أي سلعة أخرى يمكن للآلة بناؤها.
حتى مع الإنتاج الآلي بالكامل، فإن القيود المفروضة على عدد السلع المنتجة ستنشأ عن توافر المواد الخام والطاقة، فضلا عن الأضرار البيئية المرتبطة بتكنولوجيات التصنيع. وكثيرا ما يدافع دعاة الوفرة التكنولوجية عن استخدام أوسع نطاقا للطاقة المتجددة وزيادة إعادة التدوير من أجل منع حدوث هبوط مستقبلي في الطاقة والمواد الخام المتوفرة، وللحد من الضرر البيئي. غالبا ما يتم التركيز على الطاقة الشمسية على وجه الخصوص، حيث تستمر تكلفة الألواح الشمسية في الانخفاض (ويمكن أن تنخفض أكثر بكثير مع استخدام إنتاج آلي بواسطة آلات ذاتية الاستنساخ)، ويشير المدافعين عن إجمالي الطاقة الشمسية ضرب سطح الأرض سنويا يتجاوز استخدام الطاقة السنوي الحالي لحضارتنا بآلاف الأضعاف. ويجادل المناصرون أحيانا بأن الطاقة والمواد الخام المتاحة يمكن توسيعها إلى حد كبير إذا بحثنا عن الموارد خارج الأرض. على سبيل المثال، تطرح إمكانية تعدين الكويكبات في بعض الأحيان كوسيلة للحد بشكل كبير من ندرة لكثير من المعادن المفيدة مثل النيكل. في حين أن تعدين الكويكبات في مراحله المبكرة قد ينطوي على البعثات المأهولة، يأمل المتحمسون أن البشرية ستنجح في نهاية المطاف بتطوير التعدين الآلي الذي تقوم به آلات ذاتية الاستنساخ. إذا ما تم ذلك، فإن النفقات الرأسمالية الوحيدة ستكون على وحدة واحدة ذاتية الاستنساخ (سواء كانت روبوت أو تقنية نانوية)، وبعد ذلك يمكن تكرار عدد الوحدات دون أي تكلفة إضافية، لا يحدها سوى مواد الخام المتاحة اللازمة لبناء المزيد.

### الوفرة الرقمية
ريتشارد ستولمن، مؤسس مشروع جنو، قد قال أن إنشاء مجتمع ما بعد الندرة في نهاية المطاف كان أحد من دوافعه:

### الماركسية
حاجج كارل ماركس، في مقطع من Grundrisse التي عرفت لاحقا باسم «جزء على آلات»،  بأن الانتقال إلى مرحلة المجتمع ما بعد الرأسمالي إلى جانب التقدم في الأتمتة ستتيح تخفيضات كبيرة في العمل اللازم لإنتاج السلع الضرورية، مما يؤدي في نهاية المطاف  إلى وضع يكون فيه لكل الناس كمية كبيرة من وقت الفراغ لمتابعة العلوم والفنون والأنشطة الإبداعية؛ وهو وضغ وصفه بعض المعلقون لاحقا بأنه «ما بعد الندرة». جادل ماركس أن الرأسمالية— النمو الاقتصادي الديناميكي القائم على تراكم رأس المال—يعتمد على استغلال العمالة الفائضة للعمال، ولكن مجتمعا ما بعد رأسمالي سيتيح:

التطور الحر للفرديات، وبالتالي ليس التقليل من وقت العمل اللازم لتحقيق فائض قيمة العمل، وإنما تخفيض عام لعمل المجتمع الضروري إلى أدنى حد، مما سيقابله حينها التطور الفني والعلمي إلخ. للأفراد في وقت الفراغ الجديد، وبالوسائل التي تم إنشاؤها، لجميعهم.
مفهوم ماركس للمجتمع الشيوعي ما بعد الرأسمالي ينطوي على التوزيع المجاني للسلع التي يمكن تحقيقها من خلال الوفرة التي توفرها الأتمتة. ومن المفترض أن ينمو النظام الاقتصادي الشيوعي كامل التطور من نظام اشتراكي سابق له. رأى ماركس أن الاشتراكية - وهي نظام يقوم على الملكية الاجتماعية لوسائل الإنتاج - من شأنها أن تمكن من التقدم نحو تطوير الشيوعية المتقدمة بالكامل من خلال مواصلة تطوير التكنولوجيا الإنتاجية. في ظل الاشتراكية، مع زيادة مستويات الأتمتة، سيتم توزيع نسبة متزايدة من السلع مجانا.
لم يؤمن ماركس بإمكانية القضاء على معظم العمل الجسدي من خلال التقدم التكنولوجي وحده في مجتمع رأسمالي، لأنه يعتقد أن الرأسمالية احتوت على ميول معينة داخلها، تحد من زيادة الأتمتة وتمنعها من التطور إلى ما بعد نقطة معينة، بحيث لا يمكن التخلص من العمالة الصناعية اليدوية حتى يتم الإطاحة بالرأسمالية. وقد قال بعض المعلقين أن ماركس اعتقد أثناء كتابته غرندريسه، بأن انهيار الرأسمالية بسبب تقدم الأتمتة كان لا مفر منه على الرغم من هذه الاتجاهات المضادة، ولكن بحلول فترة تأليف لمؤلفه الأهم رأس المال: نقد الاقتصاد السياسي فقد تخلى عن هذا الرأي، وتوصل إلى القناعة بأن الرأسمالية يمكن أن تجدد نفسها باستمرار ما لم يطاح بها.

## راجع أيضا
- اقتصاد الانتباه
- دائرة الفقر
- إنتاج ندي مبني على مشاع
- مجتمع شيوعي
- عصر الخيال
- مجتمع المعلومات
- اقتصاد المعرفة
- ندرة (اقتصاد)
- تكنوقراطية
- جاك فريسكو
- حركة زايتجايست